# 福尔堡
福尔堡（荷蘭語：Voorburg，發音：[ˈvoːrbʏr(ə)x]）是荷兰南荷蘭省的一个城镇，总面积为6.29平方千米，截至2023年1月1日总人口为43,090人。福尔堡曾是的一个独立的市镇，2002年，福尔堡与市镇莱岑丹合并为新市镇莱岑丹-福尔堡。